# 佛罗伦萨 (南达科他州)
佛罗伦萨（英語：Florence），是美国南达科他州下属的一座城市。根据2010年美国人口普查，该市有人口377人。论人口在本州排行第142。